# SG (canción)
«SG» (acrónimo de «Sexy Girl») es una canción en inglés y español del DJ francés y productor discográfico DJ Snake, el cantante puertorriqueño Ozuna, la rapera estadounidense Megan Thee Stallion y la rapera tailandesa Lisa. La canción fue lanzada el 22 de octubre de 2021 a través de DJ Snake Music Productions e Interscope Records. Fue escrita por DJ Snake, Ozuna, Megan Thee Stallion, Lisa, Donny Flores, J. Lauryn, Jean Pierre Soto, Lewis Hughes, Nicholas Audino, Omar Walker y Teddy Park, y producida por DJ Snake y Yampi.

## Antecedentes y lanzamiento
En abril de 2021, DJ Snake bromeó con una colaboración con Lisa en Twitter, diciendo que «tienen algo», seguido de un emoji de «silencio». El 8 de mayo, en una serie de tuits ahora eliminados, confirmó una canción con Lisa y señaló que ya estaba hecha. El 19 de mayo, DJ Snake publicó un fragmento de «SG» de cuatro segundos en su historia de Instagram, en el que Lisa canta la letra «Play, play all night with you». El 25 de junio, el productor publicó otro fragmento de seis segundos de la canción con Lisa diciendo el nombre de DJ Snake. El 3 de agosto, reveló en un tuit, ahora eliminado, indicando que «pronto filmarán el video».
En la alfombra roja de los MTV Video Music Awards 2021, que se llevaron a cabo el 13 de septiembre de, el cantante puertorriqueño Ozuna reveló durante una entrevista con MTV News que su próximo sencillo presentaría a DJ Snake, Megan Thee Stallion y Blackpink. El 30 de septiembre, Ozuna insinuó en Twitter que la canción estaba completa en un 97%.
El primer teaser de la canción fue lanzado el 13 de octubre, que contó con la voz de Ozuna y confirmó que el nombre era «SG», un acrónimo de la palabra «Sexy Girl». El 14 de octubre, DJ Snake anunció que la fecha de lanzamiento de la pista sería el 22 de octubre, que también fue confirmada por YG Entertainment, la agencia de Lisa.

## Composición y letras
La canción fue escrita por DJ Snake, Ozuna, Megan Thee Stallion, Lisa, Donny Flores, J. Lauryn, Jean Pierre Soto, Lewis Hughes, Nicholas Audino, Omar Walker y Teddy Park, y producida por DJ Snake y Yampi.
«SG» es una canción de moombahton y tiene una duración de tres minutos y cuarenta y cinco segundos. Ozuna abre la pista, seguido de Megan Thee Stallion y Lisa. Líricamente, la canción explora el enamoramiento de una "chica sexy", expresando el deseo de querer pasar un buen rato juntos.

## Vídeo musical
Un teaser de 30 segundos del vídeo musical fue lanzado el 13 de octubre. En el teaser, DJ Snake sale de un edificio y se sube a un auto con una placa que dice "SXY GRL". Más tarde, la cámara se mueve a través de tres autos estacionados con placas con los nombres de Lisa, Megan y Ozuna. El 18 de octubre también se lanzó un vídeo detrás de escena que mostraba a los cuatro artistas filmando el vídeo musical en Miami.
El vídeo musical fue estrenado el 22 de octubre de 2021 en el canal de YouTube de DJ Snake, y fue dirigido por Colin Tilley, frecuente colaborador de Megan Thee Stallion y que ha dirigido, entre otros, el vídeo de su canción «WAP» junto a Cardi B. El vídeo musical, de temática tropical, incorpora a todos los colaboradores, tanto solos como juntos, frente a brillantes imágenes veraniegas. DJ Snake y Ozuna aparecen entre cortes de chicas bailando con tocados y bikinis inspirados en un carnaval. Otras escenas en el vídeo muestran a DJ Snake de pie en la punta de un yate, a Megan Thee Stallion chapoteando en charcos de agua y a Lisa realizando una coreografía como una showgirl acompañada de bailarinas, mientras interpreta sus versos de la canción.

## Reconocimientos

### Premios y nominaciones
| Año  | Evento                         | Premio                                  | Resultado | Ref.   |
| ---- | ------------------------------ | --------------------------------------- | --------- | ------ |
| 2022 | JOOX Malasia Top Music Awards  | Top 5 - Canción internacional           | Nominado  | [ 17 ] |
| 2022 | JOOX Thailand Top Music Awards | Canción internacional del año           | Nominado  | [ 18 ] |
| 2022 | Premios Juventud               | Mejor colaboración con un artista anglo | Nominado  | [ 19 ] |
| 2022 | Premios Tu Música Urbano       | Top canción crossover latino            | Nominado  | [ 20 ] |
| 2023 | Premio Lo Nuestro              | Colaboración "crossover" del año        | Nominado  | [ 21 ] |

### Listados
| Publicación            | Listado                    | Lugar    | Ref.   |
| ---------------------- | -------------------------- | -------- | ------ |
| Universal Music Canadá | Best of 2021: Best Collabs | Incluida | [ 22 ] |

## Posicionamiento en listas
| Lista (2021)                                          | Mejor posición |
| ----------------------------------------------------- | -------------- |
| Canadá (Canadian Hot 100)                             | 86             |
| Corea del Sur (Gaon Download Chart)                   | 173            |
| Croacia (HRT)                                         | 59             |
| Estados Unidos (Billboard Global 200)                 | 19             |
| Estados Unidos (Billboard Bubbling Under Hot 100)     | 2              |
| Estados Unidos (Billboard Hot Dance/Electronic Songs) | 4              |
| Estados Unidos (Billboard Hot Latin Songs)            | 11             |
| Francia (SNEP)                                        | 87             |
| Nueva Zelanda (Recorded Music NZ)                     | 5              |
| Reino Unido (Singles Download Chart)                  | 24             |
| Singapur (RIAS)                                       | 26             |
| Suiza (Schweizer Hitparade)                           | 56             |

## Ventas y certificaciones
| País                                               | Organismo certificador | Certificación | Ventas certificadas | Ref.      |
| Streaming                                          | Streaming              | Streaming     | Streaming           | Streaming |
| -------------------------------------------------- | ---------------------- | ------------- | ------------------- | --------- |
| Francia                                            | SNEP                   | Oro           | 15 000 000*         | [ 35 ]    |
| *Cifras de ventas basadas sólo en certificaciones. |                        |               |                     |           |

## Historial de lanzamiento
| País   | Fecha                 | Formato                    | Sello              |
| ------ | --------------------- | -------------------------- | ------------------ |
| Varios | 22 de octubre de 2021 | Descarga digital streaming | Interscope Records |